# Down from the Sky
Down from the Sky – singel amerykańskiej grupy muzycznej Trivium.

## Lista utworów
1. "Down from the Sky" – 5:34

## Twórcy
- Matt Heafy – śpiew, gitara elektryczna
- Travis Smith – perkusja
- Corey Beaulieu – gitara elektryczna
- Paolo Gregoletto – gitara basowa
- Nick Raskulinecz – produkcja
- Colin Richardson – miksowanie